# Rafael Martínez-Durbán
Rafael Martínez-Durbán (n. Almería; 11 de julio de 1944) es un periodista, profesor de derecho mercantil y técnico de radiodifusión español.

## Trayectoria
Ingresó en RTVE el 18 de febrero de 1967. Durante los 
44 años que estuvo en la casa, realizó labores de redacción y fue responsable de diferentes programas y departamentos en los Servicios Informativos. Dirigió Informe semanal entre 1978 y 1981. Más tarde, en 1983, creó y dirigió el espacio Esta es mi tierra. Posteriormente, hasta 1990, fue jefe de Programas Institucionales y responsable de la información de la Casa Real. En cooperación internacional, estuvo comisionado por RTVE y el Ministerio de Asuntos Exteriores para poner en marcha en Marruecos un telediario en español y, en Mauritania, para dirigir las campañas institucionales en la televisión de ese país de las primeras elecciones democráticas.
También fue responsable de la información de Defensa en los Servicios Informativos de TVE y enviado especial durante la guerra en la antigua Yugoslavia. Entre 1996 y 1997 fue jefe de informativos y director del Centro Territorial de TVE en Madrid. En noviembre de 1997 fue nombrado director de Programas Culturales, Educativos y Documentales de TVE; cargo que desempeñó hasta inicios de 2002. Entre abril de 2002 y principios de 2003 fue director del programa Parlamento, de los Servicios Informativos de TVE.
El 11 de julio de 2011, finalizó su trayectoria profesional, tras 44 años en RTVE.

## Vida privada
Está casado y tiene tres hijos.

## Obras
- Puente verde[2] (2005).
- En la sombra del rey[3] (1990).